# Ferrovalle
El Ferrocarril y Terminal del Valle de México, también conocida como Ferrovalle, es una empresa que opera los ferrocarriles y terminales en los alrededores de la Ciudad de México, la capital de México.
Es propiedad conjunta de CPKC, Ferrocarril Mexicano, Ferrocarril del Sureste y la SCT.

## Ferrocarril y Terminal del Valle de México
Ferrovalle es una empresa de servicios ferroviarios de Terminal, interconexión y servicio multimodales, que proporciona un valor agregado al transporte ferroviario de carga a través de la mejora continua de manera confiable, competitiva y eficiente.
Cuenta con más de 824 kilómetros de extensión.

## Antecedentes
La empresa fue creada tras el proceso de concesión (otorgamiento del derecho de explotación por un lapso de tiempo determinado de bienes y servicios por parte de una empresa a otra, en este caso de una administración estatal a una privada) de Ferrocarriles Nacionales de México el día 1 de mayo de 1998, por lo que su infraestructura, dígase: vías, locomotoras, equipo de arrastre, edificios, etc., aún pertenecen al Gobierno Federal Mexicano.
Ferrovalle inició operaciones el 1 de mayo de 1998, ofreciendo a sus clientes una nueva opción para el transporte de carga a y de los centros de producción y consumo más importantes de la Ciudad de México y su área metropolitana, para lo cual cuenta con los recursos necesarios y la mano de obra especializada que le permite garantizar la calidad, oportunidad y seguridad en sus servicios ferroviarios.

## Material rodante
Ferrovalle cuenta con diferentes locomotoras de EMD y GE, aunque tiene pocas locomotoras en su flota hay locomotoras auxiliares (dos GE C30-Super 7R y una EMD SD40-2 de ferromex), así como tuvo otras auxiliares arrendadas por HLCX:
Fuerza motriz activo:
- GE C30-7 (series 11000): 5 locomotoras
- GE B23-7 (series 2100 y 9100): 8 locomotoras
- EMD GP38-2 (series 9400): 3 locomotoras
- EMD SW1504 (series 8800): 8 locomotoras
- EMD MP15AC (series 9800): 7 locomotoras
- EMD GP40-2 (series 4200): 5 locomotoras
- EMD SD40-2 (serie 3100, arrendada): 1 locomotora
- GE C30-Super 7R (serie 3700, arrendadas): dos locomotoras

Fuerza motriz dados de baja:
- GE U18B (series 9000): 4 locomotoras
- GE B23-7 (series 10000): 2 locomotoras (10004 y 10047 abandonadas en Iguala, Gro. en 1997; no llegaron a estar operativas en FTVM, sin embargo serían asignadas a futuro, portando la insignia rectángulo azul).
- ALCo RSD-12 (series 7400, dados de baja a inicios de los 2000's): 6 locomotoras
- ALCo C628 (series 8300, dados de baja a inicios de los 2000's): 7 locomotoras
- ALCo C630 (ex 628, series 8300, dados de baja a inicios de los 2000's): 3 locomotoras

Fuerza motriz arrendada:
- GE C30-Super 7R (series 3700, arrendadas): 2 locomotoras actualmente
- EMD SD40-2 (serie 3100, arrendada): 1 locomotora actualmente (anteriormente 3 locomotoras, entre el año 2020 y 2023)
- EMD SW1500 (Series 1000 y 1500): arrendadas por HLCX entre los años 2004 y 2006

## Servicios

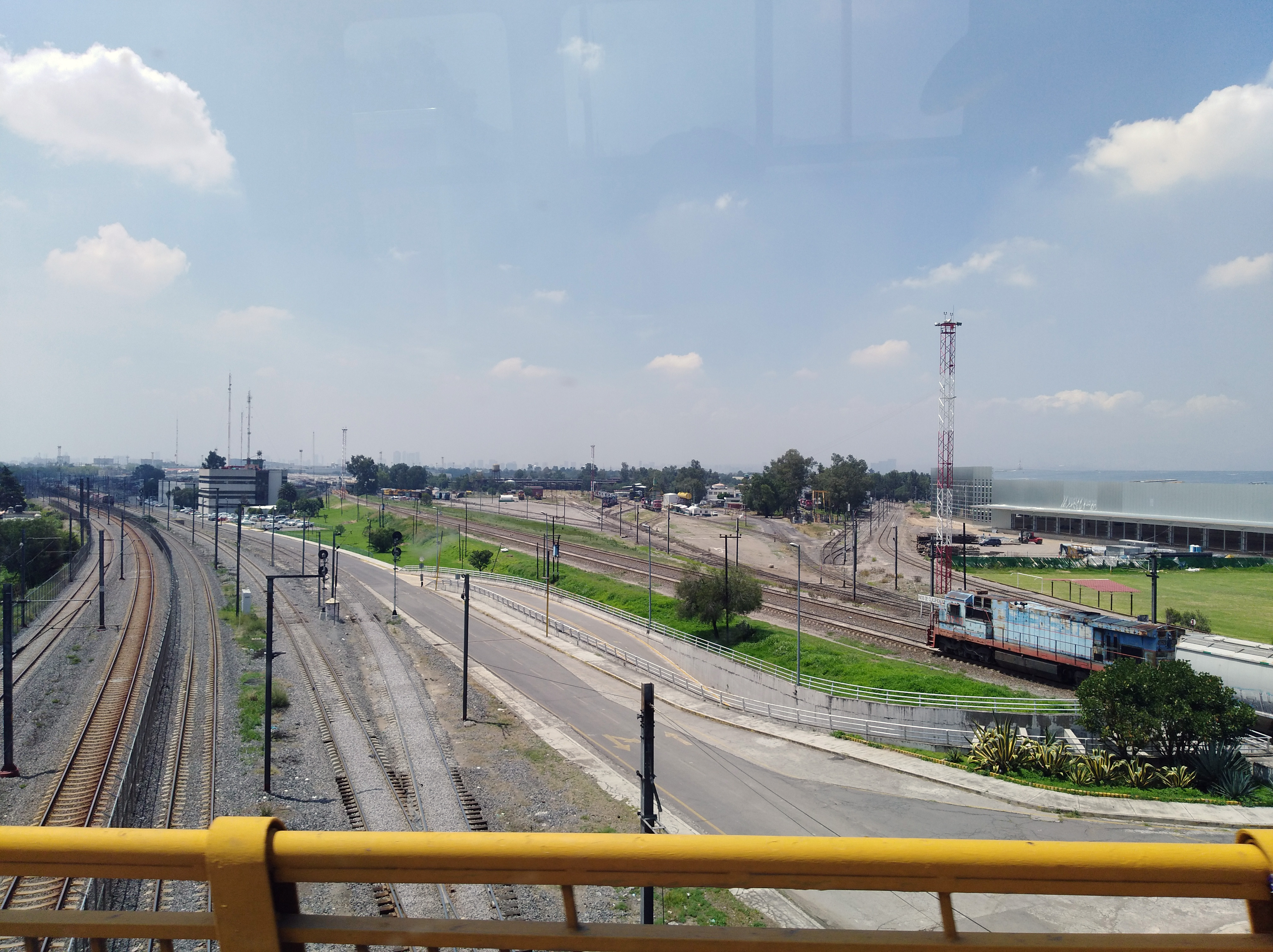
Clasificación en Tlalnepantla

Sus principales servicios son el reordenar el tráfico procedente de los ferrocarriles conectantes CPKC de México, Ferromex y Ferrosur a través de su principal patio de clasificación ubicado en el valle de México, al norte de la Ciudad de México y sur de Tlalnepantla. Dicho patio de clasificación trabaja por gravedad, siendo único en América Latina, así como ser la terminal ferroviaria más grande en dicha entidad continental.

### Servicio a industria
Cuenta con dos servicios principales, donde el primero es el servicio de arrastre que brinda Ferrovalle a los ferrocarriles conectantes para posicionar y/o retirar carros de ferrocarril y de las espuelas particulares y vías públicas ubicadas en las diferentes zonas de industria existentes dentro de la jurisdicción territorial de FTVM. El segundo servicio es en el sector intermodal, llamado Ferrovalle Intermodal ubicado en Pantaco, Ciudad de México.

### Clasificación
Desde la recepción de carros de cualquier ferrocarril conectante, el proceso de clasificación y su ubicación en los patios de despacho, para que de esta forma puedan continuar o cambiar de ruta, aplicándose a carros cargados como vacíos.

### Intercambio
Ferrovalle proporciona el control y despacho de trenes, así como el derecho de paso en el tramo Huehuetoca – Lechería – Teotihuacán.

### Territorio
Ferrovalle opera en la CDMX, parte de Estado de México e Hidalgo.